# Аморозо, Джованни
Джованни Аморозо (итал. Giovanni Amoroso; род. 30 марта 1949, Меркато-Сан-Северино, Кампания) — председатель Конституционного суда Италии (с 2025).

## Биография
Родился 30 марта 1949 года в Меркато-Сан-Северино. В 1971 году окончил университет Сапиенца.
Защитил диссертацию по политической экономии на тему обменного курса и платёжного баланса.
С 1976 по 1980 год являлся судьёй по уголовным делам Бергамо. С 1980 по 1984 год являлся судьёй по трудовым спорам Рима.
С 1984 по 1989 год являлся судьёй суда 1 инстанции, с 1996 по 2008 год — судьёй апелляционной инстанции Высшего кассационного суда Италии. Являлся судьёй-докладчиком Трудовой палаты.
С 1986 по 1989 год также работал в центре по электронному документообороту Высшего кассационного суда.
С 1990 по 1999 год являлся помощником судьи и председателя Конституционного суда Италии Ренато Гранаты. С 1999 по 2008 год являлся помощником судьи и председателя Конституционного суда Италии Франко Биле.
С 2000 года являлся судьёй уголовной и трудовой коллегии Высшего кассационного суда Итаtлии.
С марта 2006 годя являлся судьёй, затем председателем коллегии совместных коллегий по гражданским делам Высшего кассационного суда Италии.
С февраля 2013 года являлся заместителем директора, директором офиса Массимарио Высшего кассационного суда Италии.
С февраля 2015 года являлся председателем коллегии Высшего кассационного суда Италии.
С 1978 года является также судьёй по налоговым спорам. До 2017 года являлся президентом палаты региональной налоговой комиссии Рима.
Судья Конституционного суда Италии (с 26 октября 2017). С 12 декабря 2023 года являлся вице-президентом Конституционного суда Италии.
21 января 2025 года избран председателем Конституционного суда Италии. Срок полномочий истекает 13 ноября 2026 года.
С 1988 по 1989 год преподавал гражданское право на юридическом факультете Университета Мачераты.
Несколько лет преподавал конституционную юстицию на юридическом факультете Свободного средиземноморского университета (Бари) и в специализированной юридической школе Университета Кампании Луиджи Ванвителли
С 1994 по 1995 год являлся координатором научной секции министерской комиссии по пересмотру гражданского процессуального кодекса Италии.
Являлся членом технической комиссии Высшего судебного совета Италии.
Автор более 120 публикаций.